# 金智娟
金智娟（1964年10月4日—），藝名「娃娃」，台湾女歌手、词曲作家、廣播主持人。畢業於華岡藝校舞蹈科，1981年加入「丘丘合唱團」担任主唱，以「就在今夜」這首帶有搖滾曲風的歌曲在歌壇闖出名聲，後期則以情歌傳唱。《飄洋過海来看你》是其代表歌曲。

## 生平

### 華語歌壇女力搖滾教母
成軍於1981年的丘丘合唱團，是台灣流行音樂史上由校園民歌轉向現代流行音樂過渡時期的具體表徵。丘丘合唱團由民歌時期的創作大將邱晨創立，成員包括主唱金智娟（娃娃）、鼓手林俊修、鍵盤手李應錄及貝司手李世傑等人。在新格唱片旗下共出版過「就在今夜」（1982）、「陌生的人」（1983）、「告別20歲」（1984）等三張專輯。後因團員陸續入伍而無以為繼，在發行完第三張專輯後旋即宣告解散，而主唱娃娃就此單飛。1982年推出的《就在今夜》專輯，上市後便以驚人之姿奪得華視《綜藝100》流行歌曲暢銷排行榜的冠軍。
以連續12小節不間斷的吶喊唱腔而眩惑你我耳目的〈就在今夜〉，開創性自不待言；而一快一慢的情歌〈河堤上的傻瓜〉及〈為何夢見他〉，搭配淺顯易懂的詞意，唱出彼時多少男女的青春情事，更使專輯憑藉著這兩首歌曲，得以延長銷售戰力。至於邱晨與李應錄所創作的新派兒歌〈大公雞〉及成人兒歌〈旋轉木馬〉，則以饒富趣味的方式，適度的平衡了專輯中過重的搖滾風貌。
「就在今夜」專輯中也重唱了81年Billboard年終歌曲總冠軍，由Kim Carnes的〈Bette Davis Eyes〉及由英國搖滾樂團Nazareth所唱紅的〈Love Hurts〉。這兩首歌曲，娃娃唱來的聲線魅力較原唱亦毫不遜色。另一首重新演唱的歌曲，則是原收錄在金韻獎第八輯由鄭怡和木吉他所唱紅的〈橋〉。較諸原版本，在加添了些許搖滾元素後，更顯豐富。
娃娃從擔任「丘丘合唱團」女主唱開始了歌唱事業，以一首「就在今夜」闖出名號，而「丘丘合唱團」不但是台灣搖滾團先驅，也讓娃娃也此奠定台灣第一代搖滾女聲的地位可以說是紅遍大街小巷。而這個當年曾以「就在今夜」、「飄洋過海來看你」、「為何夢見他」、「大雨」等歌曲風靡全台的「娃娃」金智娟，完全以假音演唱，可以連續唱兩小時以上，民國七O年代以特殊的嗓音搏得廣大觀眾的喜愛，至今她的招牌歌曲依舊讓人耳熟能詳並朗朗上口。堪稱國語流行歌壇的驚嘆號，搖滾盛名更早於蘇芮、薛岳等歌手。

### 唱腔動靜皆宜 展現風格多樣性的魅力
素有「搖滾教母」稱號的金智娟（娃娃），1982年以「丘丘合唱團」主唱者之姿的「就在今夜」顛覆了國內樂迷的聽覺，1994年代轉型之作「飄洋過海來看你」，證明了歌手動靜皆宜的唱腔，以及風格多樣性的魅力。
除了紅極一時的經典名曲演唱，「就在今夜」、「飄洋過海來看你」、「為何夢見他」、「大雨」、「想逃」、「虎姑婆」、「河堤上的傻瓜」、「曾經滄海」……等等，西洋老歌演唱也實力也十分出色。

### 轉戰廣播領域 榮獲金鐘肯定
1996年淡出唱片圈後轉戰廣播節目，在台北之音與同班同學（徐哲緯、古勝中）主持「娃娃Special」，成為該台鎮台招牌節目。「娃娃Special」每週邀請歌手現場演唱，在現今媒體一片綜藝搞笑為節目內容時，率先以精緻演唱節目讓音樂回歸最初的本質。更以該節目入圍第42及43屆金鐘獎『廣播金鐘獎流行音樂節目獎』及『廣播金鐘獎最佳流行音樂節目主持人獎』，並榮獲第42屆金鐘獎『廣播金鐘獎流行音樂節目主持人獎』的肯定。

### 唱歌不停歇 大膽創新賦予舊曲新情
2007年，除了民歌與經典歌曲的演唱活動外，娃娃大膽創新，用不一樣的編曲與樂器配置，在學學文創舉辦「娃娃金智娟的舊曲新情」演唱會，帶來她多年來最具代表性的經典歌曲，並搭配弦樂四重奏及打擊樂，重新編曲配唱之後，在悠揚的古典與動感的搖滾聲線之間，呈現不可思議的全新音樂表情。

## 音樂作品

### 音樂專輯
| 發行年份       | 專輯名稱                  | 發行公司     | 曲目 |
| -------------- | ------------------------- | ------------ | --- |
| 1982年         | 丘丘合唱團-就在今夜       | 新格唱片     | 曲目 1. 就在今夜 2. 為何夢見他 3. Love Hurts 4. 大公雞 5. 旋轉木馬 6. 河堤上的傻瓜 7. 不明白 8. Bette Davis Eyes 9. 十個太陽(音樂) 10. 橋 |
| 1983年         | 丘丘合唱團 (II)-陌生的人  | 新格唱片     | 曲目 1. 陌生的人 2. 雨滴灑落我臉 3. 宇宙鼓手 4. 夢中的水手 5. Don't Let It Show 6. 對不對 7. 緊急煞車 8. 虎姑婆 9. Will You Still Love Me Tomorrow 10. 什麼歌 |
| 1984年 5月     | 丘丘合唱團 (III)-告別20歲 | 新格唱片     | 曲目 1. 刻痕 2. 離開你 3. 停留 4. 搖搖搖 5. 失落的歲月 6. Come On Shake 7. 星空 TEL 8. 只要一分鐘 9. 永恆的夏天 10. 倒影 |
| 1985年         | 綠色的水滴                | 新格唱片     | 曲目 1. 綠色的水滴 2. 飛鳥 3. 從來都沒有 4. 和你在一起 5. 該不該說 6. 表白 7. ㄆㄧㄌㄧˋㄨˇHave Some Fun 8. 蘇里、寶貝 9. Music Box 10. 再見 註 ㄆㄧㄌㄧˋㄨˇ==霹靂舞 |
| 1985年         | 心中的秘密                | 新格唱片     | 曲目 1. 心中的秘密 2. 放開你的手 3. 愛與我 4. 重新再來 5. 重新再來/舞曲/Rimix.D.J.舞曲 6. Love Theme/演奏 7. 不再後悔/嘉禾電影"跟屁蟲"主題曲 8. 城市童話/嘉禾電影"跟屁蟲"主題曲 |
| 1986年         | 歌-娃娃成名曲             | 新格唱片     | 曲目 1. 就在今夜 2. 陌生的人 3. 綠色的水滴 4. 不明白 5. 搖搖搖 6. 夢中的水手 7. 星空Tel 8. 心中的秘密 9. 為何夢見他 10. 飛鳥 11. 蘇裡寶貝 12. 虎姑婆 13. 刻痕 14. 河堤上的傻瓜 15. 重新再來 |
| 1987年1月15日  | 開心女孩                  | 飛碟唱片     | 曲目 1. 千年的神話 (「新桃太郎」電影主題曲) 2. 衹是啊 ! 衹是(「新桃太郎」電影插曲) 3. Paint Your Picture 4. 「新桃太郎」電影音樂 5. 為我停留 6. 有誰能夠 7. 情不自禁 8. 距離 9. 開心女孩 (開心洗髮精廣告曲) 10. 愛情哲學                                                                                          |
| 1987年6月10日  | 愛的感覺                  | 飛碟唱片     | 曲目 1. 愛的感覺 2. 心中的傷痕 3. 好小子 4. 敲醒我 5. 雨中的回憶 6. 水舞 7. 我的志願 8. 忠孝東路灰姑娘 9. 這樣的等候 10. 再一次 |
| 1990年9月      | 甜蜜夢幻                  | 滾石唱片     | 曲目 英文專輯 1. Crying in the rain 2. Sad movies 3. Suspicion 4. Rhythm of the rain 5. Which way you're going billy 6. Wonderful tonight 7. Rain rain go away 8. Chotto matte kudasai 9. Laughter in the rain 10. On the radio                                                                                   |
| 1991年8月      | 大雨                      | 滾石唱片     | 曲目 1. 飄洋過海來看你 2. 想逃 3. 大雨 4. 夢戀 5. 在這個時間裏 6. 你不是一個好情人 7. GOGO傑西 8. 我的朋友我的情人 9. 我怕冷 10. 旅店 |
| 1992年11月     | 四季                      | 滾石唱片     | 曲目 1. 我生 2. 春之祭 3. 如今才是唯一 4. 搖滾夜族 5. 淡夏 6. 蠱戀 7. 夜行 8. 太陽底下無心事 9. 秋沙 10. 沒有季節的愛情 11. 曾經滄海 12. 聖誕快樂 13. 時光 |
| 1993年11月23日 | 我對愛情不灰心            | 滾石唱片     | 曲目 1. 後悔 2. 秋涼 3. 你曾為誰傷過心 4. 我喜歡說自己的故事 5. 為何夢見他 6. 找一個像你的人 7. 花開花謝 8. 因為你不是我 9. 渡口 10. 晚安曲 |
| 1995年3月      | 隨風                      | 滾石唱片     | 曲目 1. 沒有人說話了 2. 你愛我多還是我愛你多 3. 沒有終點的流浪 4. 燭光晚餐 5. 隨風 6. 跑出來 7. 宿命的冒險 8. 什麼都不知道 9. 如果你在這裡 10. 女子宣言 11. 解脫 12. 沒有人說話了(II) |
| 1996年6月      | 放了愛                    | 巨石音樂     | 曲目 1. 放了愛 2. 七情六慾 3. 我是飛鳥你是天 4. 算了 5. 呼吸1 6. 祈禱 7. 真愛宣言 8. 說清楚 9. 嫉妒 10. 坦白 |
| 1997年6月      | 金典-金智娟經典重生輯     | 環球音樂     | 曲目 1. 就在今夜 2. 後悔 3. 飛鳥 4. 心中的傷痕 5. 擁抱著我(vs吳大衛) 6. 為何夢見他 7. 從來都沒有 8. 大雨 9. 如今才是唯一(vs吳大衛) 10. 河堤上的傻瓜 11. 心中的秘密 12. 陷阱 13. 愛的真諦 14. 什麼歌 15. 落淚天使 16. 落淚天使(卡拉)                                                                               |
| 1997年7月      | 娃娃精選                  | 滾石唱片     | 曲目 1. 飄洋過海來看你 2. 大雨 3. 後悔 4. 為何夢見他 5. 花開花謝 6. 想逃 7. 秋涼 8. 旋轉木馬 9. 大公雞 10. 捨 |
| 2000年4月      | 想念娃娃                  | 滾石唱片     | 曲目 1. 大雨 2. 漂洋過海來看你 3. 如今才是唯一 4. 想逃 5. 燭光晚餐 6. 曾經滄海 7. 後悔 8. 淡夏 9. 秋涼 10. 女子宣言 11. 旅店 12. 聖誕快樂 13. 就在今夜 14. 不明白 15. 虎姑婆 16. 為何夢見他 17. 陌生的人 18. 飛鳥 19. 河堤上的傻瓜 20. 心中的秘密 21. 綠色的水滴 22. 春之祭 23. 因為你不是我 24. 你不是一個好情人 |
| 2002年9月      | 愛上原味                  | 滾石唱片     | 曲目 CD1 1. 大雨 2. 就在今夜 3. 如今才是唯一 4. 因为你不是我 5. 曾经沧海 6. 飞鸟 7. 淡夏 8. 秋凉 9. 绿色的水滴 10. 圣诞快乐 CD2 1. 飘洋过海来看你 2. 不明白 3. 为何梦见他 4. 陌生的人 5. 后悔 6. 河堤上的傻瓜 7. 女子宣言 8. 春之祭 9. 烛光晚餐 10. 你不是一个好情人                                              |
| 2007年8月20日  | 是你是你                  | 連銘唱片     | 制作人为王杰 曲目 1. 是你…是你 2. 放過自己 3. 瘋狂的季節 4. 今天只想要放假 5. 電話亭 6. 你照亮我心 7. 很久…很久 8. 我需要你 9. 是你…是你(音樂) 10. 安眠曲(音樂) 11. 十字路口(音樂) |
| 2011年4月29日  | 曙光                      | 福茂唱片     | 曲目 1. 倚老賣老 2. 曙光 3. 你 4. 我知道你收藏我 5. 這不是傻 6. 有人關心你 7. 我知道你收藏我(吉他伴奏) 8. 曙光(卡拉) |
| 2018年12月25日 | 愛的超人（單曲）          | 看著辦工作室 | 愛的超人 |

## 主持節目作品

### 電視
| 年份           | 播出頻道         | 節目           | 備註                               |
| -------------- | ---------------- | -------------- | ---------------------------------- |
| 1983年         | 台灣電視公司     | 《余天專輯》   | 和余天主持，丘丘合唱團其餘成員配樂 |
| 1984年～1986年 | 台灣電視公司     | 《玫瑰的夜晚》 |                                    |
| 2000年5月~未知 | 好消息衛星電視台 | 《觸動的音符》 |                                    |
| 2002~未知      | 好消息衛星電視台 | 《觸動真愛》   |                                    |

### 節目嘉賓
- 來吧！營業中

### 廣播
| 年份           | 播出頻道 | 節目             | 備註 |
| -------------- | -------- | ---------------- | ---- |
| 1996年～1997年 | 台北之音 | 《台北男到女唱》 |      |
| 2003年～2008年 | 台北之音 | 《音樂太陽能》   |      |
| 2003年～2008年 | 台北之音 | 《娃娃Special》  |      |

## 電視劇作品
| 年份 | 播出頻道 | 劇名                                            | 飾演           |
| ---- | -------- | ----------------------------------------------- | -------------- |
| 2004 | 華視     | 華視劇展 小市民的天空系列《他們之間－台北之音》 | 阿娟           |
| 2006 | 公視     | 住左邊住右邊《全民拼幸福》                      | 小邱師姐       |
| 2016 | 公視     | 滾石愛情故事《11.飄洋過海來看你》               | 金智娟（客串） |

## 演唱會與舞台劇作品
| 年份 | 內容 |
| ---- | --- |
| 2010 | 滾石30 巡迴 兩年                                                                                             |
| 2013 | 粉紅犀利趴 最終場 小巨蛋 向 金智娟致敬                                                                       |
| 2014 | 開始 每年的 西洋情人節 (02/14) 七夕 情人節 都在 華山 legacy 辦主題音樂會 *迄今六年 南京人民大會堂 個人演唱會 |
| 2016 | 全然愛 TICC 演唱會 蘇州個人演唱會 廣州個人演唱會 民歌40 演唱會 巡迴 上海個人演唱會                           |
| 2017 | 春浪音樂節 (上海，杭州)                                                                                      |
| 2018 | 愛情哇沙咪 歌舞劇 巡迴 整年                                                                                  |
| 2019 | To Love In Time 演唱會                                                                                       |

## 外部連結
- 金智娟的Facebook專頁